# 10588 Адамкренделл
10588 Адамкренделл (1996 OE, 1995 FV6, 10588 Adamcrandall) — астероїд головного поясу, відкритий 18 липня 1996 року.
Тіссеранів параметр щодо Юпітера — 3,518.